# 13010 Ґермантітов
13010 Ґермантітов (13010 Germantitov) — астероїд головного поясу, відкритий 29 серпня 1986 року.
Тіссеранів параметр щодо Юпітера — 3,163.